# Zwartzadelvijlvis
De Zwartzadelvijlvis (Paraluteres prionurus) is een vijlvis van het geslacht Paraluteres en wordt aangetroffen in riffen in de Grote Oceaan en Indische Oceaan. Zijn maximumlengte is 11 cm.
Hij schoolt samen met de Valentini kogelvis die toxisch is en waarop hij sterk lijkt. Hierdoor wordt hij door roofdieren niet als prooi gezien.

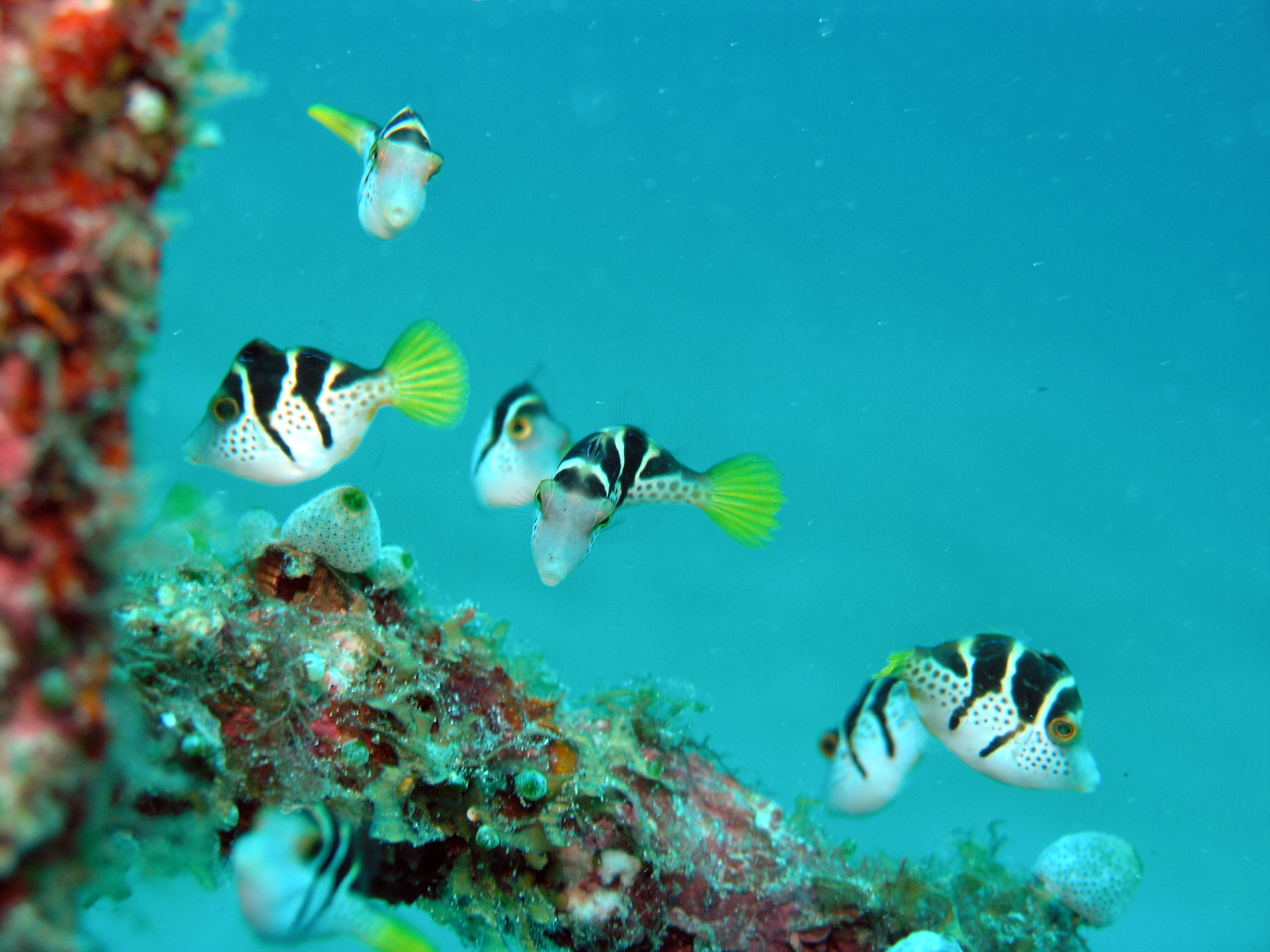
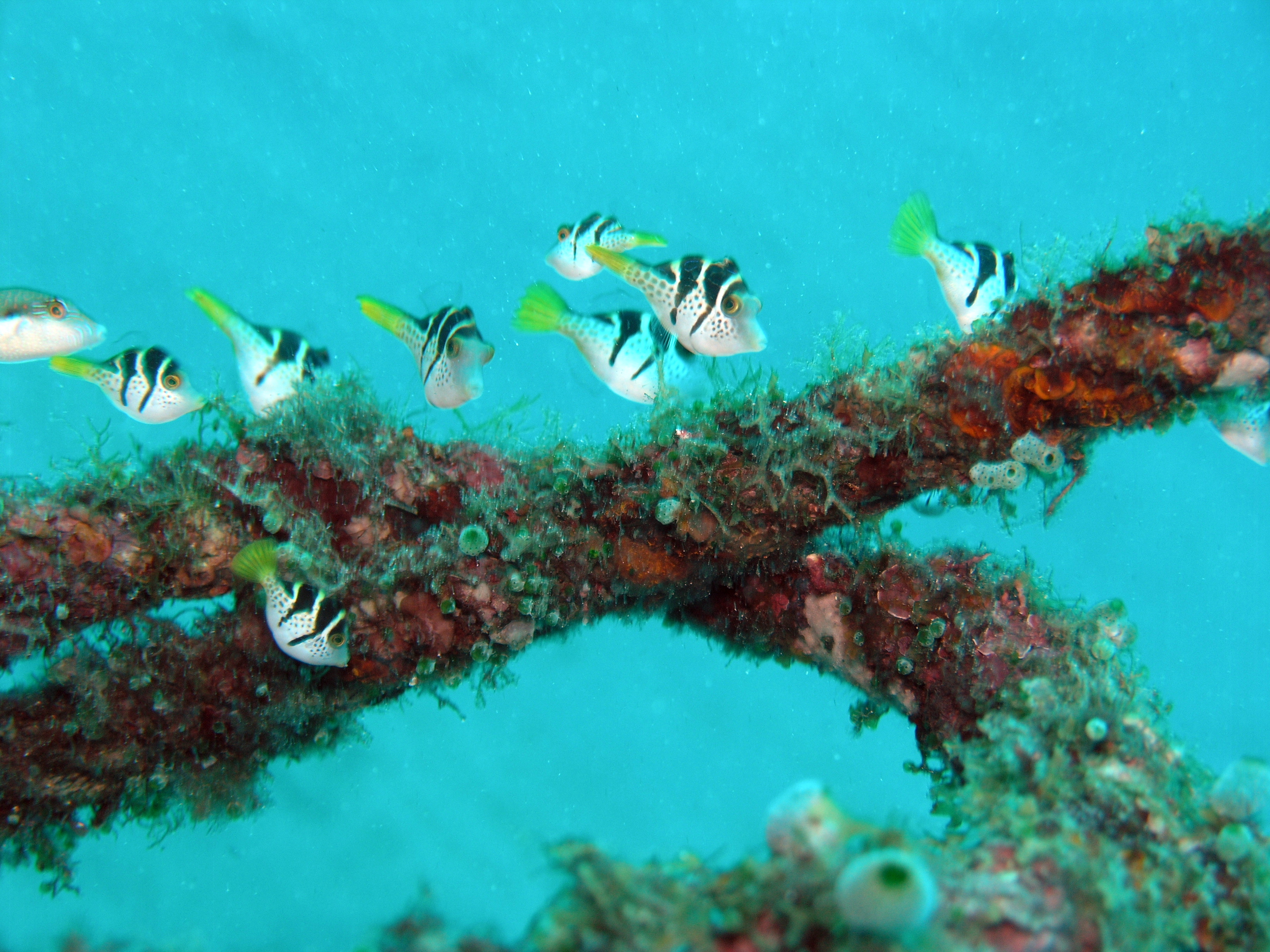

1. ↑  (en) Zwartzadelvijlvis op de IUCN Red List of Threatened Species.